# Тетау (Горња Франконија)
Тетау (њем. Tettau) град је у њемачкој савезној држави Баварска. Једно је од 18 општинских средишта округа Кронах. Према процјени из 2010. у граду је живјело 2.367 становника. Посједује регионалну шифру (AGS) 9476179.

## Географски и демографски подаци
Тетау се налази у савезној држави Баварска у округу Кронах. Град се налази на надморској висини од 638 метара. Површина општине износи 23,8 km². У самом граду је, према процјени из 2010. године, живјело 2.367 становника. Просјечна густина становништва износи 99 становника/km².